# 芒德伦
芒德伦（法語：Manderen，法語發音：[mɑ̃dʁən]；洛林法兰克语：Manern）是法国摩泽尔省的一个旧市镇，位于该省西北部，属于蒂永维尔区。2019年1月1日，芒德伦与市镇里灿合并为新市镇芒德伦-里灿，芒德伦为新市镇行政中心。

## 地理
芒德伦（49°27'0"N, 6°26'10"E）面积8.92 平方千米，位于法国大東部大區摩泽尔省，该省份为法国东北部内陆省份，是洛林的一部分，西南接默尔特-摩泽尔省，东临下莱茵省，北与卢森堡和德国接壤。
与芒德伦接壤的市镇（或旧市镇、城区）包括：基尔什莱锡尔克、劳恩斯特罗夫、梅尔斯克韦莱、里灿。
芒德伦的时区为UTC+01:00、UTC+02:00（夏令时）。

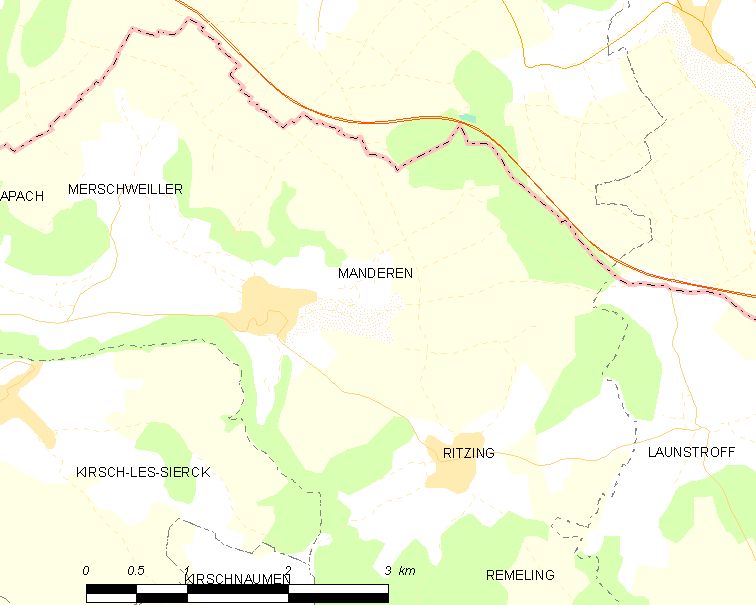
芒德伦的OSM定位图

## 行政
芒德伦的邮政编码为57480，INSEE市镇编码为57439。

## 政治
芒德伦所属的省级选区为布宗维尔县。

## 人口

1962-2008年间芒德伦人口变化图示

芒德伦于2018年1月1日时的人口数量为417人。